# سینه‌پژواکی
به انتقال نابهنجار صدای حرف زدن بیمار به دیوارهٔ قفسهٔ سینه، به‌طوری‌که با گوشی پزشکی شنیده شود، سینه‌پژواکی (انگلیسی: Pectoriloquy) گفته می‌شود.
سینه‌پژواکی معمولاً نشانگر استحکام پارانشیم ریه است.
انواع سینه‌پژواکی عبارتند از: بزآوایی و نایژه‌آوایی.
دو نوع اصلی سینه‌پژواکی شامل بزآوایی و نایژه‌آوایی است. بزآوایی زمانی رخ می‌دهد که صداهای حرف زدن بیمار به صورت واضح و بلند از طریق قفسه سینه قابل شنیدن باشد، در حالی که نایژه‌آوایی به وضوح شنیدن صدای نفس‌های بیمار از طریق قفسه سینه اشاره دارد.
وجود سینه‌پژواکی می‌تواند نشان‌دهنده برخی از مشکلات پزشکی باشد. به عنوان مثال، این پدیده می‌تواند نشانه‌ای از وجود آبسه ریوی، توبرکلوز، یا سایر عفونت‌های ریوی باشد. همچنین، در مواردی که سینه‌پژواکی به دلیل تراکم ریه رخ می‌دهد، می‌تواند نشان‌دهنده بیماری‌های جدی‌تری مانند سرطان ریه باشد.
تشخیص دقیق علت وجود سینه‌پژواکی مستلزم بررسی‌های پزشکی دقیق است. پزشکان ممکن است از روش‌های تصویربرداری مانند رادیوگرافی قفسه سینه (X-ray) یا توموگرافی کامپیوتری (CT اسکن) برای بررسی وضعیت ریه‌ها و تشخیص دقیق‌تر علت وجود سینه‌پژواکی استفاده کنند. همچنین، ممکن است نیاز به آزمایشات تکمیلی مانند آزمایش خلط یا بیوپسی ریه باشد تا عفونت‌های احتمالی یا وجود تومورهای ریه شناسایی شوند